# Pchu-ning
Pchu-ning (čínsky pchin-jinem Pǔníng, znaky zjednodušené 普宁, tradiční 普寧) je městský okres v městské prefektuře Ťie-jang v provincii Kuang-tung v Čínské lidové republice. Má plochu 1620 čtverečních kilometrů a k roku 2003 v něm žilo přes dva milióny obyvatel.